# Un'aquila nel cielo
Un'aquila nel cielo è un romanzo d'avventura scritto da Wilbur Smith.

## Trama
Amore, suspense, emozioni indimenticabili non mancano nella vicenda di David Morgan e di sua moglie Debra protagonisti del libro. All'inizio del racconto David, giovane e ricco sudafricano dall'aspetto angelico, rifiuta di dirigere le aziende paterne e si dedica anima e corpo alla sua grande passione: il volo. In pochi anni diventa un brillantissimo e talentuoso pilota di Jet Mirage e un giorno mentre si trovava in vacanza in Spagna conosce Debra, una ragazza israeliana molto affascinante e suo fratello Joseph detto Joe. Debra è una scrittrice e David se ne innamora perdutamente. Sarà proprio l'amore per Debra a dare via ad una serie di avvenimenti imprevisti. Arruolatosi nell'aviazione israeliana tramite il padre della ragazza, un generale dell'esercito israeliano detto il Brig, David si trova coinvolto nella guerra contro gli arabi. Nel turbine del conflitto Debra, vittima di un attentato ad opera di El Fatah, diventerà cieca mentre David avrà il volto sfigurato da un incidente aereo in cui Joe (anche lui aviatore) perderà la vita. Ma un grande amore riesce comunque a resistere a qualsiasi prova e i due giovani si sposeranno. Tornati in Sudafrica a Jabulani, si troveranno di nuovo a dover fronteggiare situazioni rischiose, assalti di bracconieri, insidie di animali feroci, fino all'imprevedibile epilogo dove Debra dopo un'operazione chirurgica riacquista la vista. David, completamente trasfigurato dall'incidente aereo, è inizialmente contrario all'operazione proprio perché teme che la sua compagna possa rinnegarlo visto il suo volto mostruoso. Ma lei piena d'amore e di pena per suo marito supera questo ulteriore scoglio e ritorna con lui a Jabulani dove vivranno felicemente per il resto della vita.

## Edizioni italiane
- Wilbur Smith, Un'aquila nel cielo, traduzione di Giacomo Erba, Collana La Gaja Scienza n.135, Milano, Longanesi, 1985,  p. 336, ISBN 978-88-304-0574-5.
- Wilbur Smith, Un'aquila nel cielo, traduzione di Giacomo Erba, n. 134, Teadue, Milano, TEA, 1993,  p. 336, ISBN 978-88-781-9371-0.
- Wilbur Smith, Un'aquila nel cielo, traduzione di Giacomo Erba, Best TEA, Milano, TEA, 2009,  p. 284, ISBN 9788850219612.
- Wilbur Smith, Un'aquila nel cielo, traduzione di Giacomo Erba, Tea più, Milano, TEA, 4 ottobre 2018,  p. 336, ISBN 9788850251575.
- Wilbur Smith, Un'aquila nel cielo, traduzione di Giacomo Erba, Super TEA, Milano, TEA, 17 marzo 2022,  p. 352, ISBN 9788850263424.